# Canestrelli novesi
I canestrelli novesi sono dolci tipici della zona del Novese e dell'Ovadese, foggiati a ciambella o anello.
Sono biscotti prodotti a partire da olio di oliva, farina, lievito, sale e zucchero, ma a differenza degli altri tipi di canestrelli sono impastati con pregiato vino bianco Cortese di Gavi DOCG, al posto dell'acqua comunemente utilizzata. Sono prodotti artigianalmente, tutto l'anno, dalle pasticcerie e panetterie della zona.

## Ingredienti
- 1 kg di farina di grano tenero “00”;
- 300 g di olio di oliva;
- 300 g di vino bianco di Gavi;
- 30 g di polvere lievitante da forno;
- 200 g di zucchero;
- 10 g di sale.[2]

## Abbinamenti consigliati
- L'Alta Langa spumante rosato, ha un sentore che ricorda il lievito, la crosta di pane e la vaniglia, di sapore secco, sapido ben strutturato, perciò può esser servito come spumante da dolci[3] e da dessert a tavola, fresco, ad una temperatura di 9-11 °C.
- Cortese di Gavi
- Monferrato Chiaretto (o Ciaret): vino da dessert.